# ديف مورر (لاعب كرة قاعدة)
ديف مورر (بالإنجليزية: Dave Maurer)‏ هو لاعب كرة قاعدة أمريكي، ولد في 23 فبراير 1975 في منيابولس في الولايات المتحدة.

## وصلات خارجية
- ديف مورر على موقعبيزبول رفرنس.كوم (الدوري الرئيسي) (الإنجليزية)
- ديف مورر على موقعبيزبول رفرنس.كوم (الدوري الثانوي) (الإنجليزية)
- ديف مورر على موقع مشجعي الرسوم البيانية (الإنجليزية)